# Moviment diürn

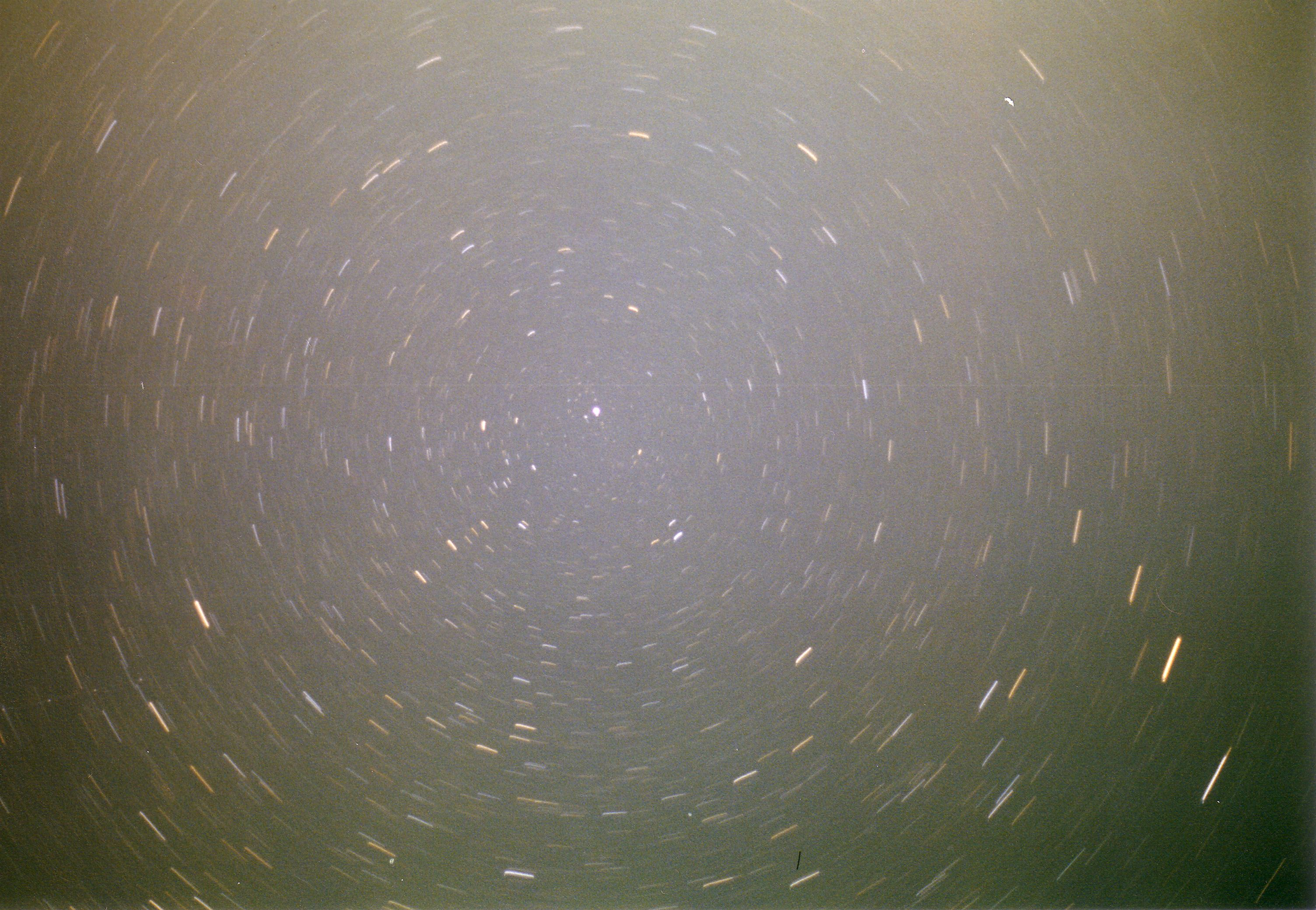
L'estrella polar es manté fixa, mentre les altres experimenten un moviment aparent en cercles concèntrics

El moviment diürn és el moviment de l'esfera celeste observat en el transcurs d'un dia.
Fins a la revolució copernicana, els astrònoms creien que es tractava d'un moviment real de les estrelles; des de Copèrnic, sabem que és la Terra la que gira al voltant del seu eix en 23 h 56 m 4 s; això no obstant, es continua amb la mateixa concepció ptolemaica assumint que es tracta de moviments aparents i que la que realment gira és la Terra.
Situat en el pla de l'horitzó i en el transcurs d'un dia, un observador veu els astres pegar una volta al voltant de l'eix del món, en direcció est-oest.
L'únic punt que roman fix és el pol nord celeste; la resta de les estrelles pareix girar en cercles concèntrics al voltant d'aquest. El pol nord està situat en la direcció del punt cardinal nord i a una altura que coincideix amb la latitud de l'observador. En el pol nord, un observador veuria l'estrela polar en el zenit. Per a un observador situat en l'equador terrestre, el pol nord està sobre l'horitzó. En latituds intermèdies, per exemple a 40º, el pol celeste es troba a una altura de 40º sobre l'horitzó.

Moviment diürn del cel al solstici de desembre a 43°N (Bilbao, Milwaukee, Sapporo, Vladivostok...).
Les estrelles representades són: α Cma, α Car, α Boo, α Lyr, α Aur, α Cmi, α Eri, α Ori, α Aql, α Sco, α PsA, α Cyg. α Uma, α Umi i α Ari

Entre les estreles més pròximes al pol nord, la més fàcilment visible és l'estrela polar, que es troba a un grau d'aquest, i descrivint un cercle al seu voltant. El radi de tal cercle és dues vegades la grandària de la nostra Lluna.
S'anomenen estreles circumpolars aquelles estreles que, per estar molt prop del pol, descriuen un cercle complet al seu voltant sense tallar l'horitzó, per la qual cosa són sempre visibles.
La resta de les estreles, inclòs el sol i els planetes, descriuen només part d'un cercle, tallant l'horitzó en dos punts: l'ortus i l'ocàs.
En aquest moviment diürn, les estreles conserven les seves posicions i participa tota l'esfera celeste en tal moviment.
Els antics van agrupar les estreles en distintes constel·lacions, dividint el cel en regions.